# FA Premier liga 2016./17.
FA Premier liga 2016./17. je bila 25. sezona engleske nogometne Premier lige. Započela je 13. kolovoza 2016., a završila 21. svibnja 2017. godine. U njoj se dvokružnim sustavom natjecalo 20 momčadi, koje je sačinjavalo 17 najbolje plasiranih momčadi iz prethodne sezone 2015./16. i 3 momčadi promaknute iz Championship lige - Burnley, Middlesbrough i Hull City. Prvenstvo je s 93 bodova osvojio Chelsea, kojem je to bio ukupno šesti naslov prvaka Engleske.

## Momčadi i stadioni
| Momčad          | Grad              | Stadion                    | Kapacitet |
| --------------- | ----------------- | -------------------------- | --------- |
| Arsenal         | London            | Emirates Stadium           | 60432     |
| Bournemouth     | Bournemouth       | Dean Court                 | 11464     |
| Burnley         | Burnley           | Turf Moor                  | 22546     |
| Chelsea         | London            | Stamford Bridge            | 41623     |
| Crystal Palace  | London            | Selhurst Park              | 26309     |
| Everton         | Liverpool         | Goodison Park              | 39572     |
| Hull City       | Kingston na Hullu | KCOM Stadium               | 25404     |
| Leicester City  | Leicester         | King Power Stadium         | 32500     |
| Liverpool       | Liverpool         | Anfield                    | 54074     |
| Manchester City | Manchester        | City of Manchester Stadium | 55097     |
| Manchester Utd  | Manchester        | Old Trafford               | 76100     |
| Middlesbrough   | Middlesbrough     | Riverside Stadium          | 35100     |
| Southampton     | Southampton       | St Mary's Stadium          | 32689     |
| Stoke City      | Stoke-on-Trent    | bet365 Stadium             | 28383     |
| Sunderland      | Sunderland        | Stadium of Light           | 49000     |
| Swansea         | Swansea           | Liberty Stadium            | 20972     |
| Tottenham       | London            | White Hart Lane            | 32000     |
| Watford         | Watford           | Vicarage Road              | 21977     |
| West Brom       | West Bromwich     | The Hawthorns              | 26500     |
| West Ham        | London            | London Stadium             | 57000     |

## Poredak na kraju sezone
| #   | Momčad          | Ut. | Pob. | N. | Por. | G+ | G- | RG  | Bod. |                                                                 |
| --- | --------------- | --- | ---- | -- | ---- | -- | -- | --- | ---- | --------------------------------------------------------------- |
| 1.  | Chelsea         | 38  | 30   | 3  | 5    | 85 | 33 | +52 | 93   | Kvalificirali se izravno u grupnu fazu Lige prvaka              |
| 2.  | Tottenham       | 38  | 26   | 8  | 4    | 86 | 26 | +60 | 86   | Kvalificirali se izravno u grupnu fazu Lige prvaka              |
| 3.  | Manchester City | 38  | 23   | 9  | 6    | 80 | 39 | +41 | 78   | Kvalificirali se izravno u grupnu fazu Lige prvaka              |
| 4.  | Liverpool       | 38  | 22   | 10 | 6    | 78 | 42 | +36 | 76   | Kvalificirali se u fazu doigravanja Lige prvaka                 |
| 5.  | Arsenal         | 38  | 23   | 6  | 9    | 77 | 44 | +33 | 75   | Kvalificirali se izravno u grupnu fazu Europske lige            |
| 6.  | Manchester Utd  | 38  | 18   | 15 | 5    | 54 | 29 | +25 | 69   | Kvalificirali se izravno u grupnu fazu Lige prvaka              |
| 7.  | Everton         | 38  | 17   | 10 | 11   | 62 | 44 | +18 | 61   | Kvalificirali se izravno u treće kolo doigravanja Europske lige |
| 8.  | Southampton     | 38  | 12   | 10 | 16   | 41 | 48 | -7  | 46   |                                                                 |
| 9.  | Bournemouth     | 38  | 12   | 10 | 16   | 55 | 67 | -12 | 46   |                                                                 |
| 10. | West Brom       | 38  | 12   | 9  | 17   | 43 | 51 | -8  | 45   |                                                                 |
| 11. | West Ham        | 38  | 12   | 9  | 17   | 47 | 64 | -17 | 45   |                                                                 |
| 12. | Leicester City  | 38  | 12   | 8  | 18   | 48 | 63 | -15 | 44   |                                                                 |
| 13. | Stoke City      | 38  | 11   | 11 | 16   | 41 | 56 | -15 | 44   |                                                                 |
| 14. | Crystal Palace  | 38  | 12   | 5  | 21   | 50 | 63 | -13 | 41   |                                                                 |
| 15. | Swansea         | 38  | 12   | 5  | 21   | 45 | 70 | -25 | 41   |                                                                 |
| 16. | Burnley         | 38  | 11   | 7  | 20   | 39 | 55 | -16 | 40   |                                                                 |
| 17. | Watford         | 38  | 11   | 7  | 20   | 40 | 68 | -28 | 40   |                                                                 |
| 18. | Hull City       | 38  | 9    | 7  | 22   | 37 | 80 | -43 | 34   | Ispali u Championship                                           |
| 19. | Middlesbrough   | 38  | 5    | 13 | 20   | 27 | 53 | -26 | 28   | Ispali u Championship                                           |
| 20. | Sunderland      | 38  | 6    | 6  | 26   | 29 | 69 | -40 | 24   | Ispali u Championship                                           |

## Najbolji strijelci lige
| Poz. | Igrač              | Klub            | Golovi |
| ---- | ------------------ | --------------- | ------ |
| 1    | Harry Kane         | Tottenham       | 29     |
| 2    | Romelu Lukaku      | Everton         | 25     |
| 3    | Alexis Sánchez     | Arsenal         | 24     |
| 4    | Sergio Agüero      | Manchester City | 20     |
| 4    | Diego Costa        | Chelsea         | 20     |
| 6    | Dele Alli          | Tottenham       | 18     |
| 7    | Zlatan Ibrahimović | Manchester Utd  | 17     |

## Najbolji asistenti lige
| Poz. | Igrač             | Klub            | Asistencije |
| ---- | ----------------- | --------------- | ----------- |
| 1    | Kevin De Bruyne   | Manchester City | 18          |
| 2    | Christian Eriksen | Tottenham       | 15          |
| 3    | Gylfi Sigurðsson  | Swansea         | 13          |
| 4    | Cesc Fàbregas     | Chelsea         | 12          |
| 5    | Alexis Sánchez    | Arsenal         | 10          |

## Nagrade
| Nagrada                      | Osvajač       | Klub    |
| ---------------------------- | ------------- | ------- |
| Menadžer sezone Premier lige | Antonio Conte | Chelsea |
| Igrač sezone Premier lige    | N'Golo Kanté  | Chelsea |

## Momčad sezone (u formaciji 4–4–2)
| Golman    | David de Gea (Manchester Utd) | David de Gea (Manchester Utd) | David de Gea (Manchester Utd) | David de Gea (Manchester Utd) | David de Gea (Manchester Utd) | David de Gea (Manchester Utd) | David de Gea (Manchester Utd) | David de Gea (Manchester Utd) | David de Gea (Manchester Utd) | David de Gea (Manchester Utd) | David de Gea (Manchester Utd) | David de Gea (Manchester Utd) |
| Obrana    | Kyle Walker (Tottenham)       | Kyle Walker (Tottenham)       | Kyle Walker (Tottenham)       | Gary Cahill (Chelsea)         | Gary Cahill (Chelsea)         | Gary Cahill (Chelsea)         | David Luiz (Chelsea)          | David Luiz (Chelsea)          | David Luiz (Chelsea)          | Danny Rose (Tottenham)        | Danny Rose (Tottenham)        | Danny Rose (Tottenham)        |
| Vezni red | Eden Hazard (Chelsea)         | Eden Hazard (Chelsea)         | Eden Hazard (Chelsea)         | Dele Alli (Tottenham)         | Dele Alli (Tottenham)         | Dele Alli (Tottenham)         | N'Golo Kanté (Chelsea)        | N'Golo Kanté (Chelsea)        | N'Golo Kanté (Chelsea)        | Sadio Mané (Liverpool)        | Sadio Mané (Liverpool)        | Sadio Mané (Liverpool)        |
| Napad     | Harry Kane (Tottenham)        | Harry Kane (Tottenham)        | Harry Kane (Tottenham)        | Harry Kane (Tottenham)        | Harry Kane (Tottenham)        | Harry Kane (Tottenham)        | Romelu Lukaku (Everton)       | Romelu Lukaku (Everton)       | Romelu Lukaku (Everton)       | Romelu Lukaku (Everton)       | Romelu Lukaku (Everton)       | Romelu Lukaku (Everton)       |